# 博宫

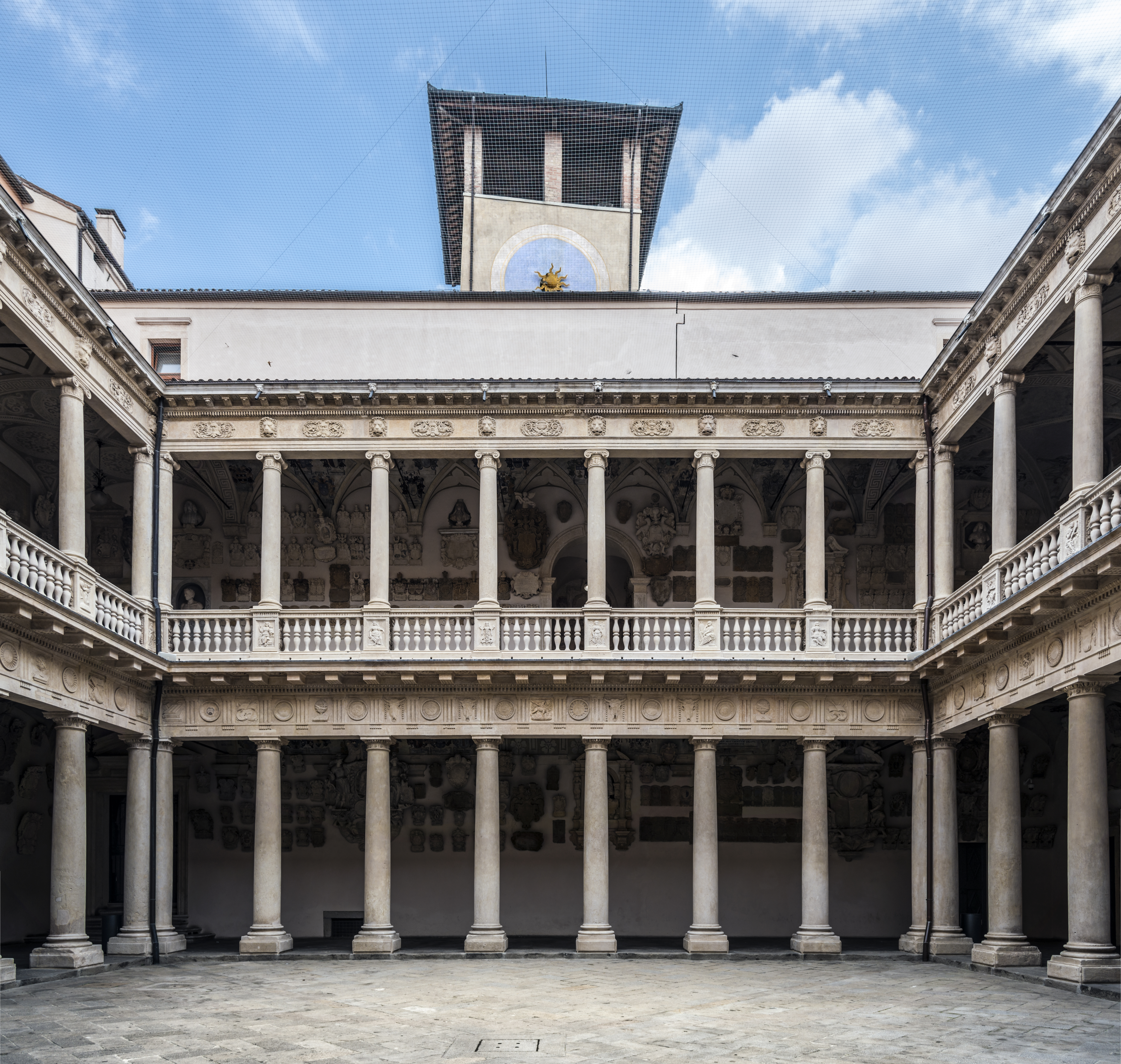
博宫

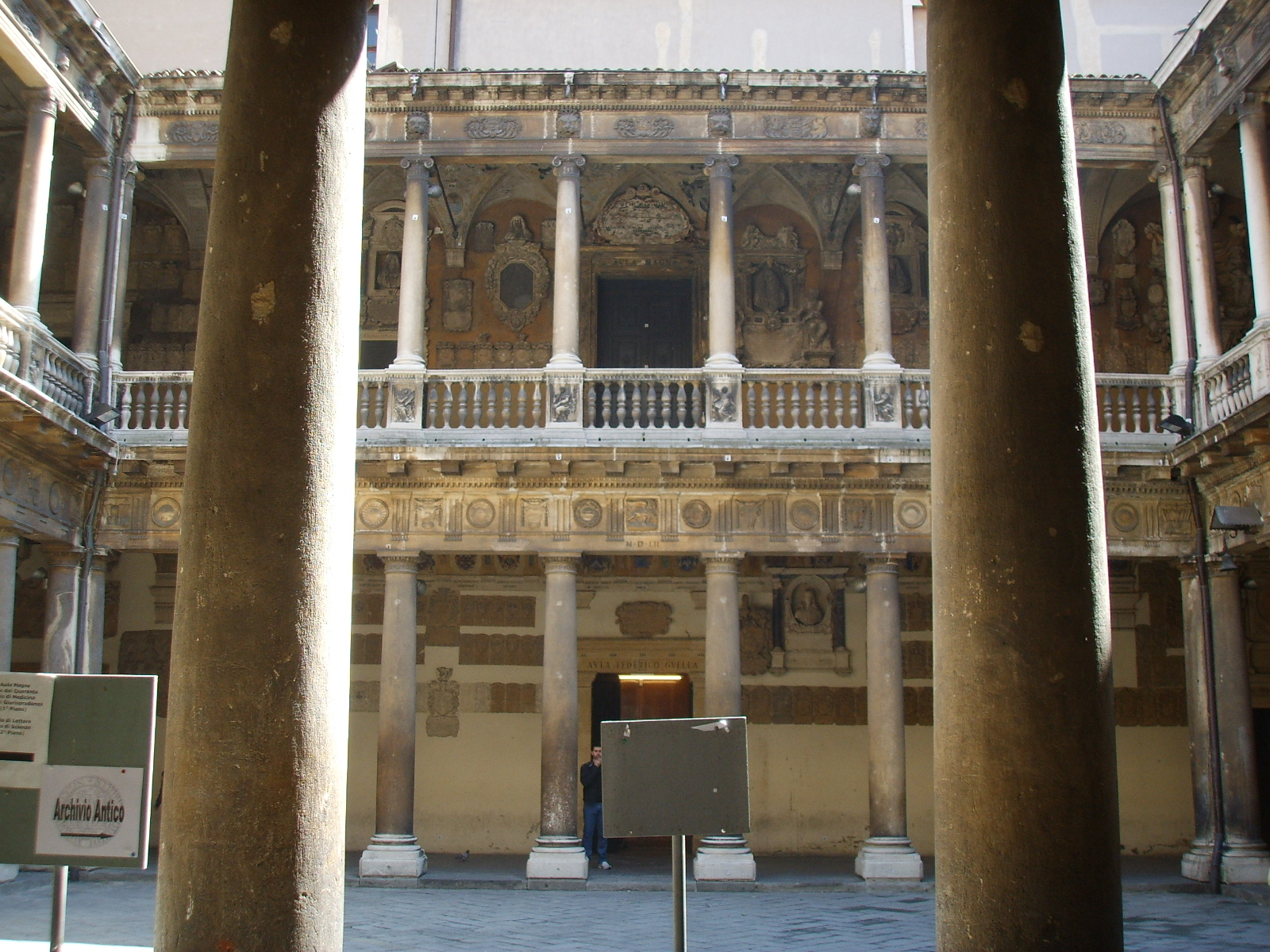

博宫（意大利语：Palazzo Bo），是帕多瓦的一座历史建筑，帕多瓦大学自1539年以来的历史驻地，它建于十六世纪，文艺复兴和法西斯风格，位于1848年2月8日街。
该建筑得名于公牛的骷髅。